# モダンリビング大賞
モダンリビング大賞（モダンリビングたいしょう）は、ハースト婦人画報社発行の建築インテリア雑誌『モダンリビング』が主催している賞である。日本国内に建設された住宅および別荘の中から優れた作品に授与される。

## 概要
年間6冊発行の『モダンリビング』に掲載される住宅作品は約100軒。毎号の読者アンケートで最も人気のあった住宅の建築家と建て主を「モダンリビング大賞ベスト6賞」として表彰する。さらにその中から読者の投票を募り「大賞」と「準大賞」を決定する。

## 歴代大賞受賞作品・受賞者
- 第12回（2016年）「丘の上の住宅」　西田司＋海野太一／オンデザインパートナーズ
- 第11回（2015年）「城下町の家」　伊波亜砂子＋佐藤圭吾／紀建設設計室スタジオビスポーク
- 第10回（2014年）「八ヶ岳の家」　城戸崎博孝＋佐野優子／城戸崎建築研究室
- 第9回（2013年）「SENSE」　今永和利／今永環境計画
- 第8回（2012年）「M邸」　坂倉竹之助／坂倉アトリエ
- 第7回（2011年）「ミンナノイエ」　間田央＋間田真矢／MAMM DESIGN
- 第6回（2010年）「豊前の家」　谷尻誠＋吉田愛／サポーズデザインオフィス
- 第5回（2009年）「SHELL」　井手孝太郎／アールテクニック
- 第4回（2008年）「ホワイト・モノリス」　榎本弘之／榎本弘之建築研究所
- 第3回（2007年）「house ao」　押尾章治／UA
- 第2回（2006年）「HORIZON HOUSE」　小川晋一／小川晋一都市建築設計事務所
- 第1回（2005年）「I-HOUSE」　窪田勝文／窪田建築アトリエ